# 1019 Strackea
1019 Strackea là một tiểu hành tinh nằm trong vành đai tiểu hành tinh chính. Tiểu hành tinh này thuộc họ tiểu hành tinh Hungaria. Nó được phát hiện bởi Karl Wilhelm Reinmuth ngày 3 tháng 3 năm 1924. Tên ban đầu của nó là 1924 QM. Nó được đặt theo tên Gustav Stracke, một nhà thiên văn học Đức.